# التربية الوطنية
التربية الوطنية ثمة طرق عديدة تشرح قضايا التربية الوطنية أولاً تعليم الوافدين الذين لا يحظون بالجنسية الطرق السليمة والقانونية المتبعة في البلد الذي يتواجد فيه، ثانياً تقدم مادة التربية الوطنية في المدارس كمادة تعليمية إرشادية وكمواد أخرى مثل مواد الاجتماعيات.